# Maks Kon
Maks Kon, także: Max Kon, Maksymilian Kon, Max Kohn (ur. 20 kwietnia 1896 w Łodzi, zm. w 1982 w Londynie) – polski przemysłowiec.

## Życiorys
Maks Kon urodził się w Łodzi, w rodzinie pochodzenia żydowskiego. Był synem fabrykanta Oskara Kona. Ukończył studia w Szwajcarii oraz na Wydziale Prawa Uniwersytetu Stefana Batorego w Wilnie. Był uczestnikiem wojny polsko-bolszewickiej, za udział w której został odznaczony Krzyżem Zasługi. Po wojnie podjął pracę u swojego ojca jako prokurent w centrali zbytu Widzewskiej Manufaktury. Z czasem został prezesem zarządu spółki.
W latach 1928–1939 działał jako konsul honorowy Szwecji, a także przedstawiciel polsko-szwedzkiej Izby Handlowej. W ramach działalności w Towarzystwie Polsko-Estońskim działał na polu zbliżenia polsko-estońskiego za co w 1935 został odznaczony estońskim Orderem Estońskiego Czerwonego Krzyża II klasy I stopnia.
W 1930 otworzył sklep spożywczy przy przedsiębiorstwie ojca. Był członkiem Rady Nadzorczej Banku Rzemiosła, kuratorem towarzystwa dobroczynnego „Uzdrowisko”, należał do zarządu Polskiego Czerwonego Krzyża, był wiceprezesem żydowskiego Stowarzyszenia Pomocy „Noten Lechem”, wiceprezesem Łódzko-Kaliskiego oddziału Polskiego Związku Przemysłowców Metalowych, sędzią rozjemcą giełdy pieniężnej w Łodzi, członkiem zarządu aeroklubu łódzkiego, skarbnikiem szkoły przemysłowej Towarzystwa Szerzenia Oświaty i Wiedzy Technicznej wśród Żydów, członkiem zarządu Towarzystwa Śpiewaczego „Stella” przy X oddziale Łódzkiej Ogniowej Ochotniczej Straży, komendantem X oddziału Łódzkiej Ochotniczej Straży Pożarnej – za co został odznaczony złotym medalem „Za zasługi dla pożarnictwa”, kierownikiem klubu sportowego WiMa Łódź. Ponadto zainicjował półkolonie letnie dla biednych dzieci robotników oraz ufundował powstanie gazety „Głos Poranny”.
Przed wybuchem II wojny światowej – 20 sierpnia 1939 wyruszył na pokładzie MS Batory do Nowego Jorku. W trakcie podróży zrezygnował jednak z wyjazdu do Stanów Zjednoczonych, wysiadając w Anglii, gdzie został dyrektorem w British Overseas Bank. Osiadł w Londynie i tam przetrwał II wojnę światową.

### Życie prywatne
Maks Kon był synem Oskara Kona i Marii Kon z domu Rubin. Maksymilian Kon ożenił się 18 czerwca 1929 z Felicją Schorr (zm. 1984), córką polityka i rabina Mojżesza Schorra, z którą miał czterech synów: Jakuba, Stefana, Icchaka i Jacka. Para rozdzieliła się po wyjeździe Kona do Londynu. Felicja uciekła przed wojną do Nowego Jorku, gdzie po śmierci Maksa Kona wyszła ponownie za mąż.
Mieszkał na Widzewie w willi przy ul. Konstytucyjnej 42c, m.in. wraz ze swoją matką, która rozstała się z jego ojcem. Maks Kon był skonfliktowany z ojcem, który ostatecznie nie pozostawił mu żadnego majątku.